# Dodge T110
Dodge T110 – autobus miejski, produkowany przez amerykańską firmę Dodge. Pojazd ten został zbudowany na nadwoziu pojazdu Opel Blitz.